# Мерангулян, Арам Арутюнович

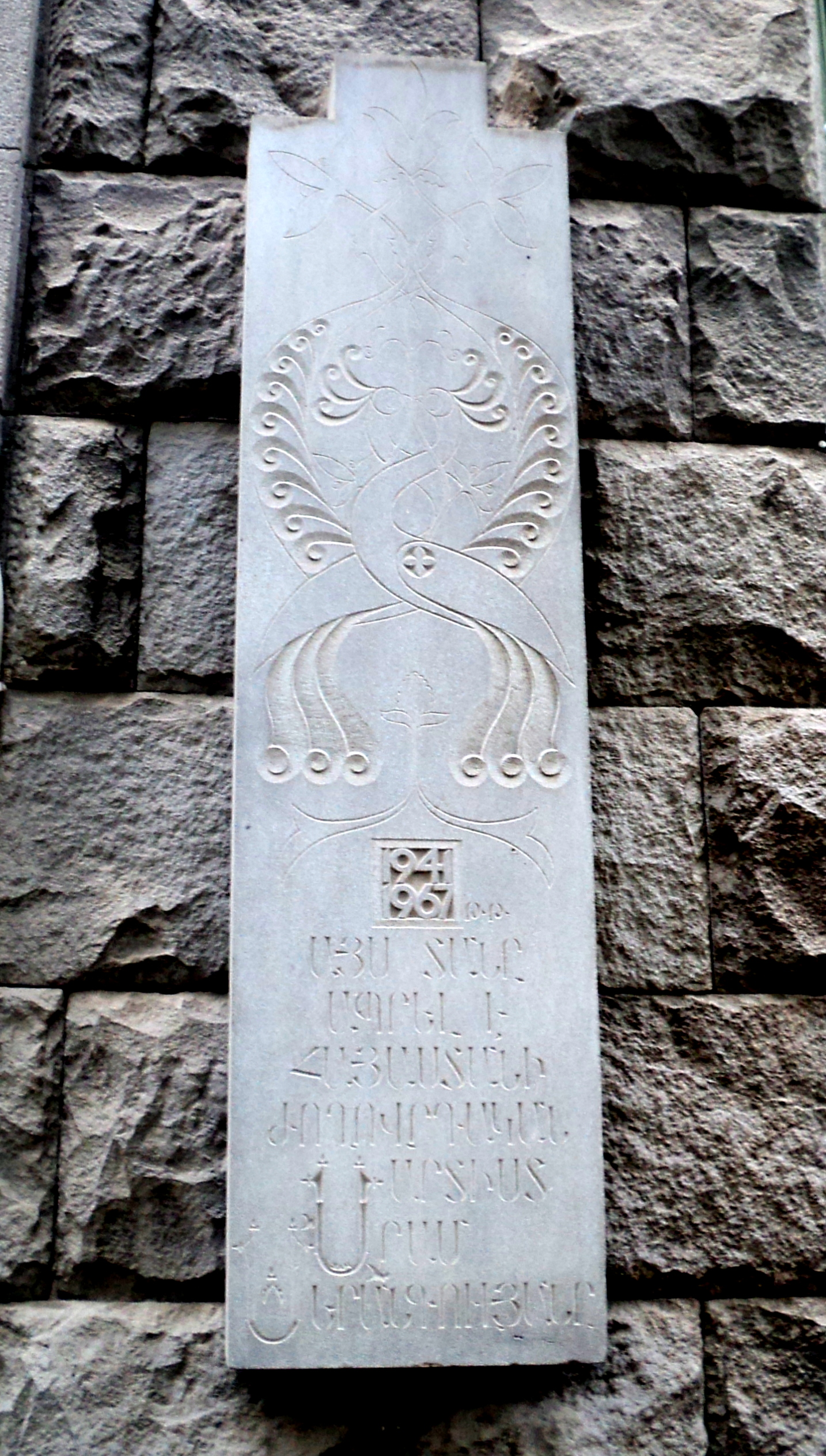
Мемориальная доска на проспекте Маштоца в Ереване

Арам Арутюнович Мерангулян (арм. Արամ Հարությունի Մերանգուլյան, 08 июня 1902 года, Цхна, Нахичеванский уезд, Российская империя — 17 ноября 1967 года, Ереван, Армянская ССР) — армянский советский композитор, дирижёр, поэт, педагог. Народный артист Армянской ССР (1959).

## Биография
С 1922 по 1926 год руководил несколькими любительскими музыкальными коллективами.
Учился в Ереванской консерватории, с 1926 по 1928 (педагог С. Оганезашвили) и с 1937 по 1942 год (по классу композиции у Вардгеса Таляна).
В 1927 году организовал и до 1967 года возглавлял Ансамбль народных инструментов телевидения и радио Армянской ССР (с 1967 года имени Мерангуляна).
В 1931—1933 годах преподавал в консерватории, затем, в течение 7 лет, в музыкальном училище имени Меликяна по классу народных инструментов.
В 1945 году присвоено звание заслуженный артист Армянской ССР, в 1959 — народный артист Армянской ССР.
Кавалер ордена «Знак Почёта» (04.11.1939) — «за выдающиеся заслуги в деле развития армянского театрального и музыкального искусства».

## Фильмография
1960 — Саят-Нова (автор музыки)

## Вокальные произведения
- «Хачатур Абовян» (слова Сармен)
- «Горы Родины» (стихи В. Арамуни) на стихотворение «Сиаманто и Си Хаджезаре» Ованеса Шираза